# Actio conducti
Mit der Klage aus der actio conducti (teils deckungsgleich mit der actio locati bei Ansprüchen aus Mietverhältnissen) wurden seit dem antiken römischen Recht alle Erfüllungs-, Abwicklungs- und Schadensersatzansprüche verfolgt, soweit sie sich aus dem damals noch undifferenzierten Vertragstyp der locatio conductio (lat. locare = hinstellen; conducere = mitnehmen) herleiteten. Da die locatio conductio nicht nur namensgebend Immobiliar-, Mobiliarmiet- und Pachtverträge (locatio conductio rei) umfasste, sondern aufgrund einer einheitlichen Betrachtungsweise auch die synallagmatischen Geschäftstypen der Dienst- und Werkverträge (locatio conductio operarum und locatio conductio operis), wurden auch diese unter die actio conducti subsumiert.
Gleichwohl nur eine typisierte Klage für die genannten Geschäftstypen vorgesehen war, wurde in der Klageschrift (Formularprozess|formula) ausführlich und nach Tatbestand unterschieden, festgelegt, welche streitgegenständlichen Merkmale der zu verhandelnde Kontrakt aufwies. Durch die Formalisierung konnten die klagweise verfolgten Lebenssachverhalte differenziert und kategorisch verhandelt und entschieden werden. Damit war gewährleistet, dass der Vermieter mit der actio conducti seinen Mietzins einfordern konnte, der Mieter wiederum die Gebrauchsüberlassung des Mietobjekts. Ebenso war dann klargestellt, dass der Dienstherr Schadensersatzansprüche gegen den Dienstverpflichteten verfolgte oder ein Unternehmer Abnahme des von ihm erstellten Werkes verlangte.